# Olga Savary
Pour les articles homonymes, voir Savary.
Olga Savary (née à Belém le 21 mai 1933 et morte le 15 mai 2020 à Teresópolis (Rio de Janeiro)) est une poétesse et traductrice brésilienne.

## Biographie
Sa mère, Célia Nobre de Almeida, venait du Pará et son père Bruno était un ingénieur russe. Elle passe son enfance à Belém, à Monte Alegre[Lequel ?], à Fortaleza et à Rio de Janeiro. 
En 1942, ses parents se séparent et Olga Savary va vivre chez le frère de sa mère à Rio de Janeiro. Là, elle commence son amour par l'écriture. Sa mère préférait une carrière musicale pour elle et Olga Savary cachait ses écrits et un ami bibliothécaire de l' ABI les gardait. La cohabitation entre les deux est devenue difficile et quand Olga Savary avait 16 ans, envisage de déménager pour vivre avec son père.
À 18 ans, il rentre à Belém et étudie au Colégio Moderno. Plus tard, elle rentre à Rio.
Elle a travaillé pour plusieurs publications et est membre du PEN club.
Elle décède le 15 mai 2020 des suites de la Covid-19.

## Œuvre

### Conte
- 1997 - O Olhar Dourado do Abismo

### Poésie
- 1970 - Espelho Provisório (prix Jabuti)
- 1977 - Sumidouro
- 1979 - Altaonda
- 1982 - Magma
- 1982 - Natureza Viva
- 1986 - Hai-Kais
- 1987 - Linha d'água
- 1987 - Berço Esplendido
- 1989 - Retratos
- 1994 - Rudá
- 1994 - Éden Hades
- 1996 - Morte de Moema
- 1996 - Anima Animalis
- 1998 - Repertório Selvagem